# 鸡公山
31°47′58″N 114°05′00″E / 31.79944°N 114.08333°E
鸡公山属大别山支脉，地处河南省、湖北省两省交界处。主峰“鸡公头”又名“报晓峰”，海拔814米；因酷似引颈高啼的雄鸡，得名“鸡公山”。鸡公山位于河南省信阳市南38公里，是国家级重点风景名胜区（1982）、国家级自然保护区（1988）、4A级景区，是华中地区著名的游览、避暑胜地。
风景区总面积达287平方千米，景区内分北山、东沟、避暑山庄、报晓峰、防空洞、大深沟六大景区。1978年成为国务院首批对外开放景区，1982年列入首批国家重点风景名胜区，1988年被批准为国家级自然保护区。2008年、2009年两度入选“中国十大避暑名山”。